# Kormorán arabský
Kormorán arabský (Phalacrocorax nigrogularis) je ohrožený druh z čeledi kormoránovití. Je endemitem Perského zálivu a jihovýchodního pobřeží Arabského poloostrova. Někteří jedinci občas migrují až na západ k pobřeží Rudého moře.
Kormoráni arabští žijí v hejnech. Uvádějí se hejna o počtu 250 000 kusů a na moři 25 000 kusů.
Někteří přírodovědci kormorána arabského zařazují do rodu Leucocarbo.

## Popis
Je téměř celý černý, o celkové délce asi 80 centimetrů. Má černé dolní končetiny a načernalou gulární kůži. 

## Potrava
Informací o tom, jak shání potravu je málo. Jako všichni kormoráni se za potravou potápí. Některé zprávy naznačují, že může zůstat ponořený až 3 minuty. Existují také zprávy o tom, že loví v hejnech. 

## Ohrožení
Od roku 2000 je tento druh veden na Červeném seznamu IUCN jako zranitelný z důvodu malého počtu hnízdišť a rychlého poklesu stavů těchto ptáků. 
Pokles je způsoben narušením a znečištěním moře v blízkosti hnízdících kolonií; v roce 2000 se odhadovalo, že celková populace byla kolem 110 000 hnízdících párů a kolem 330 000–500 000 jedinců. Ze zbývajících 13 kolonií v 9 různých lokalitách je největší kolonie na Hawárských ostrovech.
Kormoráni arabští mohou být také postiženi ropným znečištěním moře. Během první války v Perském zálivu byly snímky tamních kormoránů postižených ropou hojně pouštěny v západních médiích. Přestože se v Perském zálivu vyskytuje i kormorán velký, je velice pravděpodobné, že většina snímků zachycovala kormorány arabské.
Kormorán arabský je jeden z druhů, na které se vztahuje Dohoda o ochraně africko-euroasijských stěhovavých vodních ptáků (AEWA).